# バーリ
バーリ（伊: Bari ( 音声ファイル)）は、イタリア共和国南部の都市で、その周辺地域を含む人口約32万人の基礎自治体（コムーネ）。プーリア州の州都であり、バーリ県の県都である。
アドリア海に面した港湾都市であり、東地中海の国々と広範囲な貿易をおこなう商業の一大中心地である。サンタクロースのもととなった聖人ニコラオス（聖ニコラ）ゆかりの地として巡礼地ともなっている。

## 名称
日本語文献では「バーリ」のほか、「バリ」とも表記される。

## 地理

### 位置・広がり
バーリはバーリ県北部地域にあるアドリア海沿岸の都市である。アンドリアから南南東へ約50km、ターラントから北北西へ約79km、ブリンディジから北西へ105km、ナポリから東北東へ約220km、首都ローマから東南東へ約374kmの距離にある。

#### 隣接コムーネ
隣接コムーネは以下の通り。
- アデルフィア
- ビトント
- ビトリット
- カプルソ
- ジョヴィナッツォ
- モドゥーニョ
- モーラ・ディ・バーリ
- ノイカッタロ
- トリッジャーノ
- ヴァレンツァーノ

### 主要な都市・集落
バーリの旧市街は岬にあって新旧の港をわけている。ここにサン・ニコラ聖堂（11～12世紀）と大聖堂（12世紀後半）という2つのロマネスク様式の教会がある。隣接する平野には新市街がひろがり、1924年創立のバーリ大学がある。

## 歴史
バーリは古代にはバリウムと呼ばれた。もとは古代ギリシャの植民都市で、後にローマ帝国の商業の中心地となった。その後はランゴバルド族の支配に服し、847年から879年まではイスラムの支配下にあった。イスラムからの奪還を目指すランゴバルドの要請で879年に東ローマ帝国が攻略し、その支配を受けた。1071年、ノルマン人によって征服されたことで、東ローマ帝国の南イタリア支配が終わり、12世紀前半に成立したシチリア王国の統治下におかれた。第二次世界大戦中はイタリア海軍の主要な基地となったが、1943年9月には連合国軍に占領された。同年12月2日にドイツ空軍によって空襲が行われ、港湾施設などに多大な被害を受けた。

## 文化

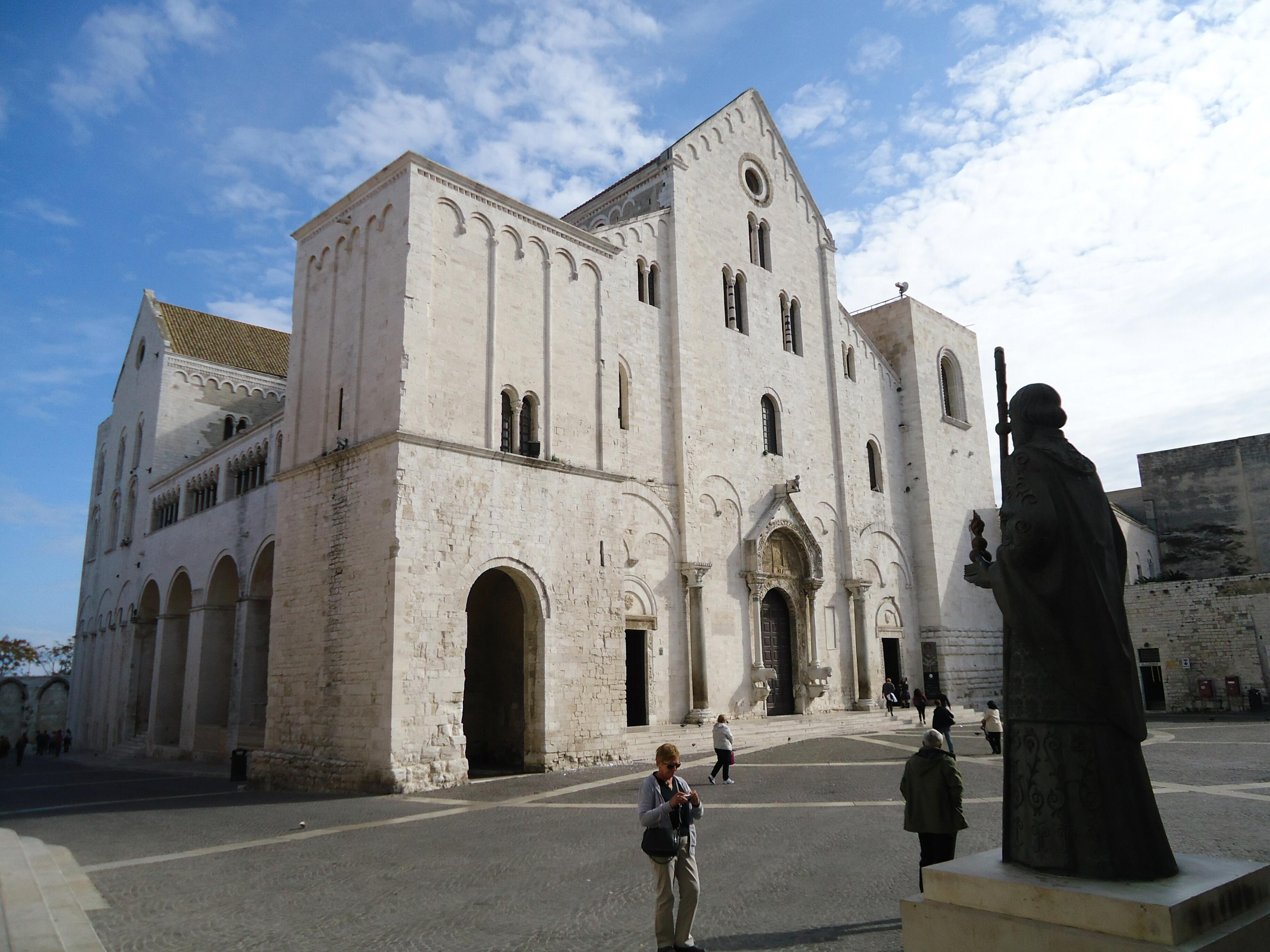
サン・ニコラ教会

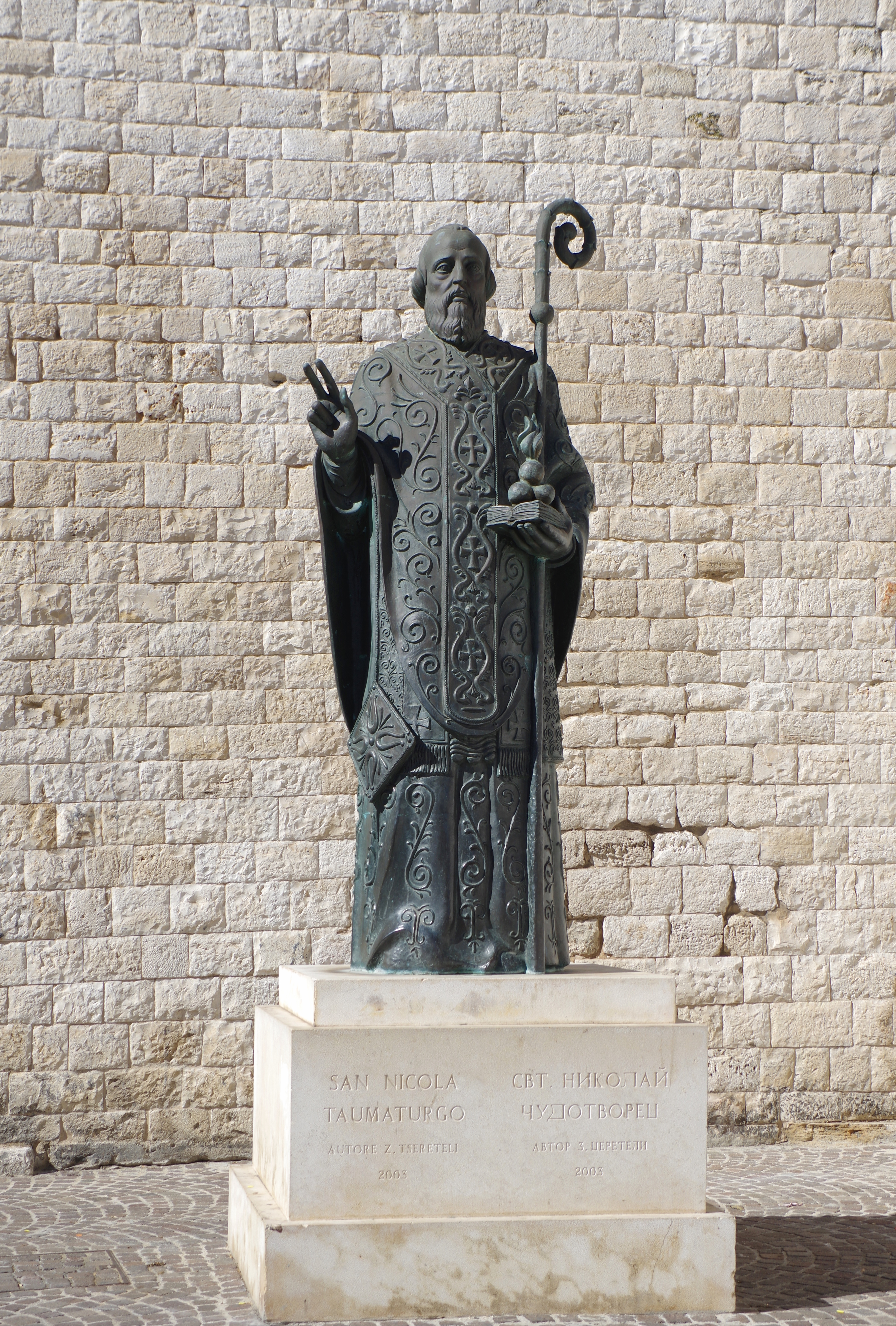
サン・ニコラ像

### バーリの聖ニコラ
バーリの守護聖人はサンタクロースの元ともいわれるミラのニコラオスである。イタリアでは彼を一般に「ミラのニコラ」とは呼ばず、「バーリのニコラ」(Nicola di Bari)と呼ぶ。ニコラオスの不朽体はバーリに置かれている。
ニコラオスは3世紀から4世紀にかけて小アジアのミュラ（ミラ）で大主教を務め、多くの奇跡をあらわしたとされ、聖人とされた。不朽体ははじめミュラに置かれていたが、小アジアがイスラム教徒によって征服される混乱の中でバーリの船乗りによって持ち出され、1087年にバーリのサン・ニコラ教会に安置された。

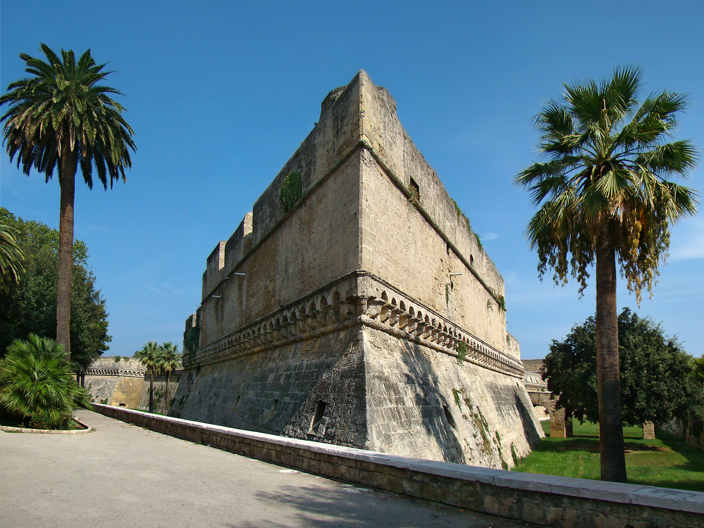
スヴェヴォ城

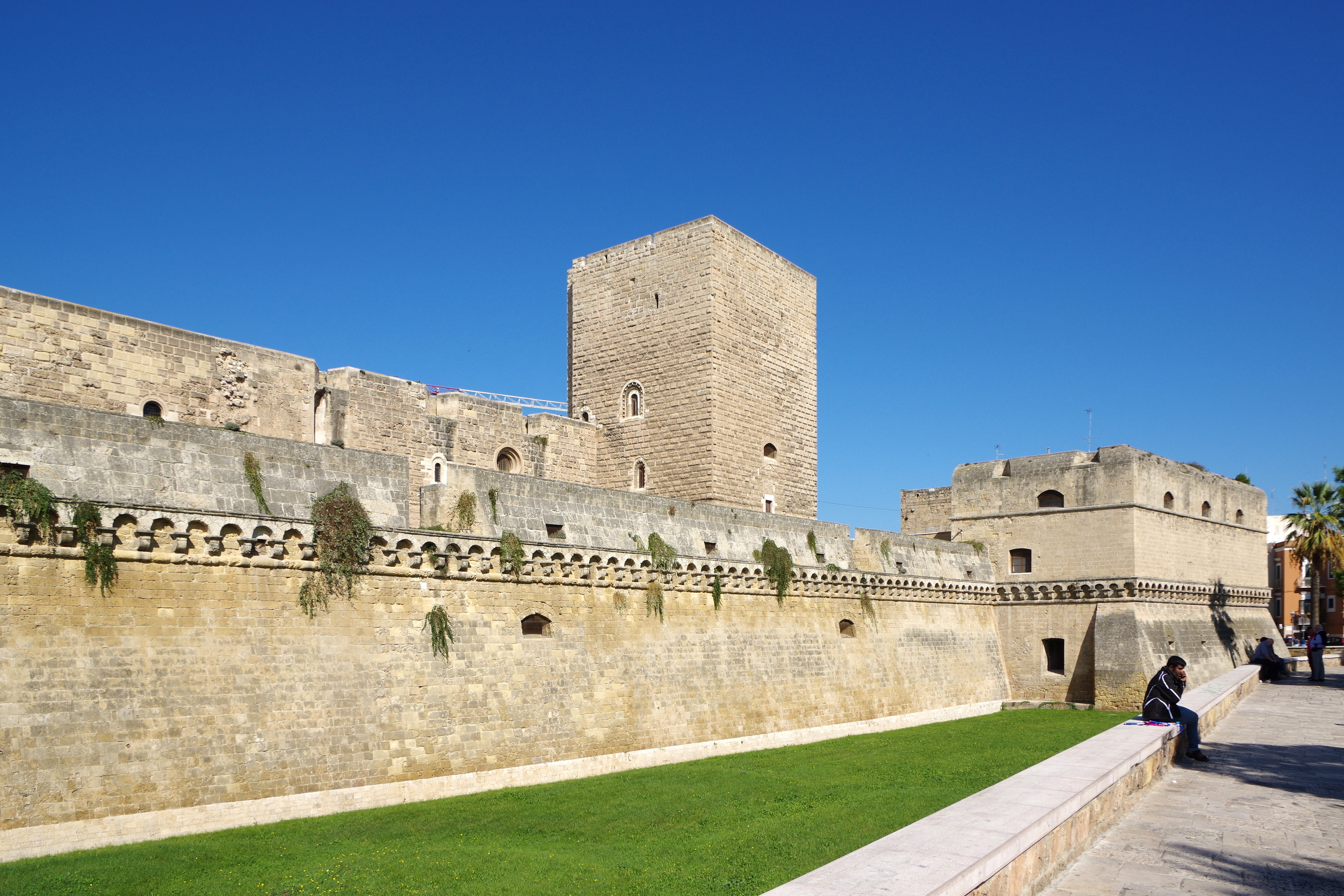
スヴェヴォ城

### 料理と美食文化

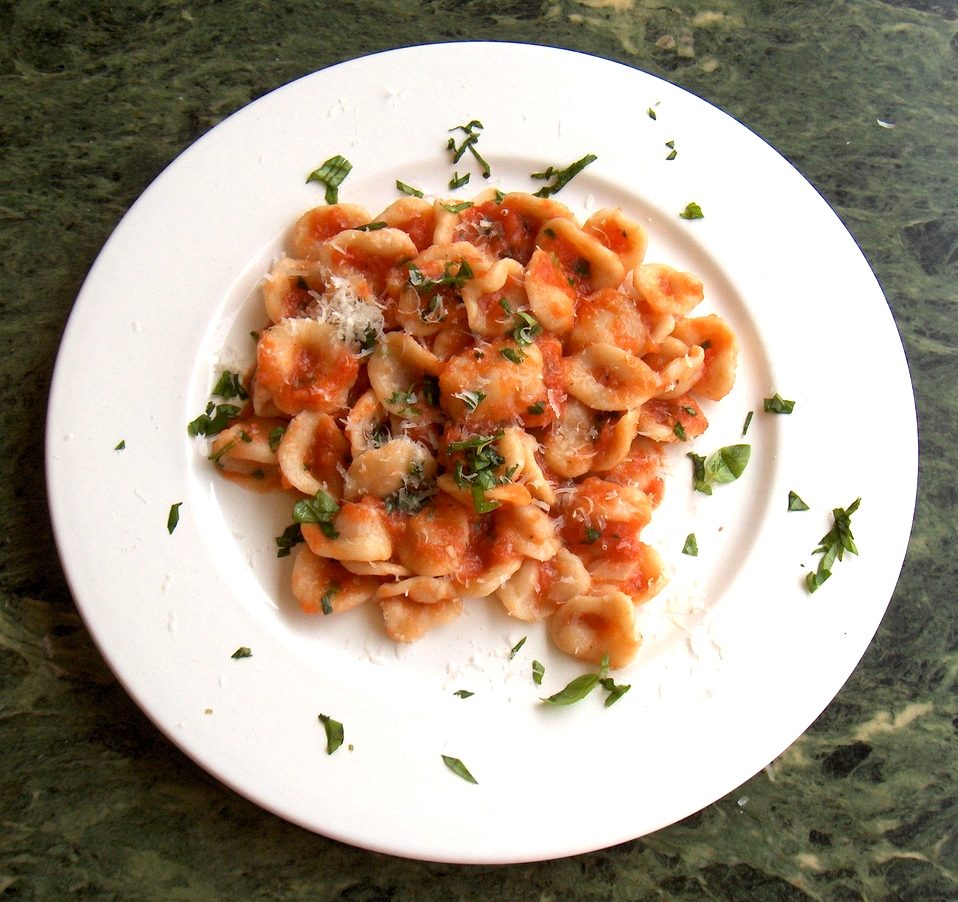
オレキエッテ料理

バーリ料理は、プーリア近辺で生産される3つの農関連の産品、麦、オリーブ油、ワインを基盤としている。郷土料理は地元で採れる様々な果物や野菜によってより豊かになっている。地元産の小麦粉は家庭で焼かれるパンやパスタに使用され、特に耳のカタチをしたパスタであるオレキエッテ、そのバリエーションであるレキエッテーレ、ストラシナーテ、キアンカレール、さらにカヴァテッリ等が有名である。
手作りの生地にタマネギ、アンチョビ、ケッパー、オリーブなどを詰めたカルツォーニや、モッツァレッラやリコッタチーズを入れた、油で揚げたパンツェロッティ、トマトやオリーブ、オレガノの入れたフォッカッチャ・アラ・バレーゼ、タラッリ、フリゼッレ、薄切りのポレンタを油で揚げたサガリョッツェなどすべてバレーゼ料理のレパートリーである。
野菜のミネストローネ、ヒヨコ豆、チコリ、セロリ、フェンネルなども前菜としてサーブされることも多い。
肉料理では、バレーゼのラグーには子羊や豚肉を含むことが多い。
パスタを炒めた料理パスタ・アル・フォルノもバーリではとても人気で、歴史的には日曜日か、宗教的には卵や豚肉を使用しなければならないので四旬節初めの時期の料理である。レシピではペンネやその他の筒型パスタ、トマトソース、牛か豚の小型ミートボール、固ゆで卵などがよく使われている。またモッツァレッラをトッピングしたパスタなど、オーブンでカリカリにした料理は地元の特徴的なものとなっている。
人気のあるもう一つのパスタ料理が、スパゲティ・アラサッシーナである。ニンニク、オリーブ油、チリ・ペッパー、トマトソース、トマトブロスを使用しフライパンで炒めたものである。
新鮮な魚や魚介類は生で食されることも多い。タコ、ウニ、ムール貝は多用されている。最も有名なシーフード料理はおそらくムール貝とジャガイモ、米の料理であろう。
バーリとプーリア州では全般的にプリミティーヴォ、カステル・デルモンテ、マスカット、モスカート・ディ・トラニ等のワインがある。

## 教育
バーリには、バーリ大学のキャンパスがあり、またヴァレンツァーノ方面の近郊にはサイエンス・テクノロジーパークがあり、下記の研究所が存在する。
- バーリ大学（Università di Bari）：1925年創設の総合大学。
- バーリ工科大学（Politecnico di Bari）：前身は1940年代に創設、1990年に再編され創設された工科大学。
- 地中海リベラ大学（Libera Università Mediterranea）：私立の総合大学
- 国際地中海農学高等研究所バーリ研究所（CIHEAM Bari、Istituto agronomico mediterraneo di Bari）
- 国立食品生産科学研究所
- 国立植物遺伝学研究所
- 国立核物理研究所
- 国立自動化知能システム研究所
- 国立結晶学研究所
- コンピューターメカニズム研究所（CEMeC）

## 交通

### 空港
- バーリ国際空港

## スポーツ
- SSCバーリ - サッカークラブ。

## 姉妹都市
- バニャ・ルカ、ボスニア・ヘルツェゴビナ
- ボローニャ、イタリア
- 広州市、中国
- ケルキラ島、ギリシャ
- ドゥラス、アルバニア
- マル・デル・プラタ、アルゼンチン
- パトラ、ギリシャ
- パルマ・デ・マヨルカ、スペイン
- シュチェチン、ポーランド
- バトゥミ、ジョージア

## 人物

### 著名な出身者
- ニコロ・ピッチンニ - 18世紀の作曲家。
- グアリーノ・"ウィリー"・モレッティ - アメリカで暗躍したマフィアのメンバー。
- ニコラ・ルッチ - 指揮者。
- リチア・アルバネーゼ - ソプラノ歌手。
- フランコ・カラッチオーロ - 指揮者。
- アントニオ・カッサーノ - サッカー選手。